# ISO 3166-2:HR
ISO 3166-2:HR — стандарт Міжнародної організації зі стандартизації, який визначає геокоди. Є частиною стандарту ISO 3166-2, що належать Хорватії. Стандарт охоплює одне місто — столицю та всі двадцять  округів або жупаній (хорв. županija) країни.

## Загальні відомості
Кожен геокод складається з двох частин: коду Alpha2 за стандартом ISO 3166-1 для Хорватії — HR та додаткового двохсимвольного коду, записаних через дефіс. Додатковий код утворений двохсимвольним числом. Геокоди повітів Хорватії є підмножиною коду домену верхнього рівня — HR, присвоєного Хорватії відповідно до стандартів ISO 3166-1.

## Геокоди Хорватії першого рівня
Геокоди 1-го міста та 20-ти жупаній адміністративно-територіального поділу Хорватії.
| Геокод | Адміністративна одиниця           | Статус  |
| ------ | --------------------------------- | ------- |
| HR-21  | Загреб                            | місто   |
| HR-07  | Беловарсько-Білогорська жупанія   | жупанія |
| HR-12  | Бродсько-Посавська жупанія        | жупанія |
| HR-05  | Вараждинська жупанія              | жупанія |
| HR-10  | Вировитицько-Подравська жупанія   | жупанія |
| HR-16  | Вуковарсько-Сремська жупанія      | жупанія |
| HR-19  | Дубровницько-Неретванська жупанія | жупанія |
| HR-01  | Загребська жупанія                | жупанія |
| HR-13  | Задарська жупанія                 | жупанія |
| HR-18  | Істрійська жупанія                | жупанія |
| HR-04  | Карловацька жупанія               | жупанія |
| HR-06  | Копривницько-Крижевецька жупанія  | жупанія |
| HR-02  | Крапинсько-Загорська жупанія      | жупанія |
| HR-09  | Ліцько-Сенська жупанія            | жупанія |
| HR-20  | Меджимурська жупанія              | жупанія |
| HR-14  | Осієцько-Баранська жупанія        | жупанія |
| HR-11  | Пожезько-Славонська жупанія       | жупанія |
| HR-08  | Приморсько-Ґоранська жупанія      | жупанія |
| HR-03  | Сисацько-Мославинська жупанія     | жупанія |
| HR-17  | Сплітсько-Далматинська жупанія    | жупанія |
| HR-15  | Шибеницько-Книнська жупанія       | жупанія |

## Геокоди прикордонних для Хорватії держав
- Словенія — ISO 3166-2:SI (на північному заході),
- Угорщина — ISO 3166-2:HU (на північному сході),
- Сербія — ISO 3166-2:RS (на північному сході),
- Боснія і Герцеговина — ISO 3166-2:BA (на півдні та сході),
- Чорногорія — ISO 3166-2:ME (на південному сході),
- Італія — ISO 3166-2:IT (на південному заході, морський кордон).